# 段村和薰堡
段村和薰堡是一座古建筑，建于清朝，位于山西省晋中市平遥县段村镇段村。
2016年1月21日，段村和薰堡公布为第五批平遥县文物保护单位，编号5-17。